# العلاقات الدنماركية المولدوفية
العلاقات الدنماركية المولدوفية هي العلاقات الثنائية التي تجمع بين الدنمارك ومولدوفا.

## مقارنة بين البلدين
هذه مقارنة عامة ومرجعية للدولتين:
| وجه المقارنة                                              | الدنمارك                                                     | مولدوفا                           |
| --------------------------------------------------------- | ------------------------------------------------------------ | --------------------------------- |
| المساحة (كم2)                                             | 42.92 ألف                                                    | 33.85 ألف                         |
| عدد السكان (نسمة)                                         | 5.79 مليون                                                   | 2.55 مليون                        |
| الكثافة السكانية (ن./كم²)                                 | 134.9                                                        | 75.33                             |
| العاصمة                                                   | كوبنهاغن                                                     | كيشيناو                           |
| اللغة الرسمية                                             | اللغة الدنماركية                                             | اللغة المولدوفية، اللغة الرومانية |
| العملة                                                    | كرونة دنماركية                                               | ليو مولدوفي                       |
| الناتج المحلي الإجمالي (بليون دولار)                      | 324.87 مليار                                                 | 8.13 مليار                        |
| الناتج المحلي الإجمالي (تعادل القوة الشرائية) بليون دولار | 278.61 مليار                                                 | 17.94 مليار                       |
| الناتج المحلي الإجمالي الاسمي للفرد دولار أمريكي          | 51.99 ألف                                                    | 3.65 ألف                          |
| الناتج المحلي الإجمالي للفرد دولار أمريكي                 | 45.54 ألف                                                    | 4.98 ألف                          |
| مؤشر التنمية البشرية                                      | 0.900                                                        | 0.693                             |
| رمز المكالمات الدولي                                      | +45                                                          | +373                              |
| رمز الإنترنت                                              | .dk                                                          | .md                               |
| المنطقة الزمنية                                           | توقيت وسط أوروبا، ت ع م+02:00، ت ع م+01:00، أوروبا/كوبنهاجن ‏ | ت ع م+02:00، ت ع م+03:00          |

## منظمات دولية مشتركة
يشترك البلدان في عضوية مجموعة من المنظمات الدولية، منها:
| علم المنظمة | اسم المنظمة                               | تاريخ انضمام الدنمارك | تاريخ انضمام مولدوفا |
| ----------- | ----------------------------------------- | --------------------- | -------------------- |
|             | وكالة ضمان الاستثمار متعدد الأطراف        | 12 أبريل 1988         | 9 يونيو 1993         |
|             | الأمم المتحدة                             | 24 أكتوبر 1945        | 2 مارس 1992          |
|             | الفريق المعني برصد الأرض                  | ?                     | ?                    |
|             | منظمة حظر الأسلحة الكيميائية              | ?                     | ?                    |
|             | منظمة التجارة العالمية                    | 1995                  | ?                    |
|             | منظمة الشرطة الجنائية الدولية             | ?                     | ?                    |
|             | منظمة الأمن والتعاون في أوروبا            | 25 يونيو 1973         | 30 يناير 1992        |
|             | مؤسسة التنمية الدولية                     | 30 نوفمبر 1960        | 14 يونيو 1994        |
|             | يونسكو                                    | 4 نوفمبر 1946         | 27 مايو 1992         |
|             | مجلس أوروبا                               | ?                     | ?                    |
|             | الاتحاد البريدي العالمي                   | ?                     | ?                    |
|             | البنك الدولي للإنشاء والتعمير             | 30 نوفمبر 1960        | 12 أغسطس 1992        |
|             | الاتحاد الدولي للاتصالات                  | 1866                  | 20 أكتوبر 1992       |
|             | مؤسسة التمويل الدولية                     | 20 يوليو 1956         | 10 مارس 1995         |
|             | المنظمة الأوروبية لسلامة الملاحة الجوية   | 1994                  | 2000                 |
|             | المركز الدولي لتسوية المنازعات الاستشارية | 24 مايو 1968          | 4 يونيو 2011         |

## وصلات خارجية
- موقع وزارة الخارجية الدنماركية
- موقع وزارة الخارجية المولدوفية